# هلاندسه‌فلد
هلاندسه‌فلد (به هلندی: Hollandscheveld) یک منطقهٔ مسکونی در هلند است که در هوخه‌فین واقع شده‌است. هلاندسه‌فلد ۴٬۳۹۰ نفر جمعیت دارد.